# Michael McGovern
Michael McGovern (Enniskillen, 12 de julho de 1984) é um futebolista profissional norte-irlandês que atua como goleiro, atualmente defende o Livingston.

## Carreira
Michael McGovern fez parte do elenco da Seleção Norte-Irlandesa de Futebol da Eurocopa de 2016.